# 斯托尼里弗鎮區 (明尼蘇達州萊克縣)
斯托尼里弗鎮區（英語：Stony River Township）是位於美國明尼蘇達州萊克縣的一個行政鎮區。

## 地方資料
斯托尼里弗鎮區的面積為1499.30平方千米，當中陸地面積為1426.00平方千米，而水域面積為7.30平方千米。根據2020年美國人口普查的數據，當地共有人口172人，而人口密度為每平方千米0.11人。